# Джун Каприс
Джун Каприс (англ. June Caprice; 19 ноября 1895—9 ноября 1936) — американская актриса немого кино.

## Ранняя жизнь и карьера

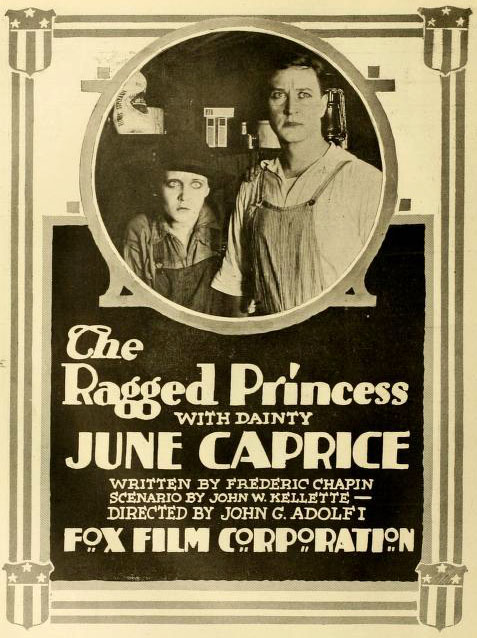
Постер к фильму Оборванная принцесса (1916)

Хелен Элизабет Лоусон родилась в Арлингтоне, в штате Массачусетс. Начала свою карьеру в театре. В 1916 году подписала контракт с кинокомпанией Fox Film Corporation.
В том же году Уильям Фокс называл её «второй Мэри Пикфорд». Тогда же он предположил, что она станет популярной в течение шести месяцев.
9 июля того же года актриса дебютировала в театре «Музыкальная академия», расположенном на 14 улице, в постановке «Каприз гор». Критик из газеты The New York Times описал её следующим образом: «Она молода, красива, грациозна, миниартюрна и имеет красноречивые жесты. Ей предписано светлое будущее в кино».
Взяв сценический псевдоним «Каприс», она снялась в шестнадцати фильмах производства Fox. Большая часть этих фильмов была спродюсирована и снята режиссёром Харри Ф. Миллардом. Позже они начали между собой личные отношения и поженились.
В 1919 году Джун Каприс подписала контракт с кинокомпанией Pathé, для которой снялась в шести фильмах. Некоторые из них были смонтированы в старой студии, располагавшейся в Нью-Йорке. Последней работой в кино стало участие в научно-фантастическом киносериале 1921 года «Небесный рейнджер» (также известен под названием «Человек, который украл Луну»).

## После ухода из кино
Она оставила кинобизнес, чтобы больше времени уделить семье. В 1922 году родилась дочь Джун Элизабет Миллард. Позже в 1920-е годы она по-видимому вернулась в театр и работала фотомоделью; в частности фотографировалась для рекламы компании Coca-Cola, которая печатала её образ на календарях и на своих стаканах.
В 1931 году муж Джун скончался в возрасте 46 лет. Спустя пять лет от сердечного приступа в Лос-Анджелесе скончалась и сама Каприс. Также она болела раком. Похоронена на кладбище «Форест-Лаун» в Глендейле, в штате Калифорния.
В момент смерти своей матери, дочери было 13 лет, и она после этого воспитывалась бабушкой и дедушкой в Лонг-Айленде, в штате Нью-Йорк. Позже Джун Миллард стала известна под именем Тони Севен и стала фотомоделью.
17 июня 1949 года журналом Time сообщалось, что она стала наследницей состояния ценою в 3000000 долларов.

## Выборочная фильмография
- Пиратское золото[англ.] (1920) Сериал
- Разбойники и романтика[англ.] (1920) Полнометражная версия фильма Пиратское золото
- Небесный рейнджер[англ.] (1921)